# Centre québécois de lutte aux dépendances
 (juillet 2023).
Le Centre québécois de lutte aux dépendances (CQLD) est un organisme non gouvernemental, sans but lucratif, créé à la suite de la dissolution du CPLT (Comité permanent de lutte aux toxicomanies).

## Historique
Le centre s'est fait connaître en 2006 pour la publication du guide de référence "Drogues: savoir plus, risquer moins" dont 125 000 copies furent vendues au Québec[source insuffisante]. Depuis, Le CQLD continue de publier des recherches et à distribuer des outils d'information sur les dépendances.  

## Mission
Le CQLD soutient la lutte aux dépendances par l'avancement de la recherche et la transmission de connaissances sur le sujet[source insuffisante]. Son approche est celle de la réduction des méfaits. Le CQLD considère qu'il faut mieux informer le public sur la réalité des dépendances plutôt que de la masquer. L'usage du mot "dépendances", plutôt que "toxicomanies", indique également un élargissement des champs d'intérêts. En plus de s'intéresser à l'abus d'alcool, de drogues et aux médicaments, le CQLD s'intéresse aussi au jeu pathologique et à la cyberdépendance. 

## Drogues: savoir plus, risquer moins
Publié tout d'abord au Québec par le CPLT en 2001, ce guide de référence est une adaptation du livre français portant le même nom. Le CQLD en fera une réédition en 2006. Le livre utilise un style réaliste et non-moralisateur et suit une approche visant la réduction des méfaits. Il présente les substances avec les effets recherchés par ses utilisateurs, décrit les effets secondaires et les risques de dépendances. Il montre également quelles sont les dispositions de la loi face aux diverses substances. Cette publication s'adresse autant aux intervenants qu'au grand public.
Une polémique éclata au sujet de la version canadienne du livre Drogues : savoir plus, risquer moins. Le gouvernement fédéral, alors que le Parti libéral était au pouvoir, avait commandé 500 000 copies du livre pour le distribuer au Canada. Or, ils arrivèrent après les élections gagnées par le Parti conservateur. Le nouveau gouvernement décida de mettre au rancart les livres pour des raisons idéologiques[source insuffisante]. Le CQLD décida alors de continuer seul la distribution de l'édition canadienne. 

## Programme APTE
Le CQLD lança également, en 2008, un programme d'Activités de Prévention des ToxicomaniEs (programme APTE) qui s'adresse aux enseignants et autres intervenants qui désirent animer des ateliers sur le sujet. À ce jour, près de 105 organismes au Québec et au Canada utilisaient le programme APTE[source insuffisante]. Plusieurs déclinaisons du programmes ont été créés par la suite pour cibler différents publics : Apte individuel, Apte ados, Apte parents. 

## Autres publications
- Drogues: savoir plus, risquer moins (nouvelle édition), 2019,  (ISBN 9780988142220)
- Le cannabis : pharmacologie et toxicologie, 2018,  (ISBN 9781775079217)
- Portrait de l’environnement au Québec en matière de consommation et abus d’alcool et de drogues, 2011
- Gestion de la désintoxication selon les niveaux d’intensité de traitement, 2008,  (ISBN 9780981009940)
- Le tabac à l’aube du XXIe siècle – mise à jour des connaissances, 2006,  (ISBN 9780978079727)
- Le cristal meth - ce qu'il faut savoir, 2006
- La cyberdépendance : fondements et perspectives, 2006,  (ISBN 0978079744)
- La polyconsommation de psychotropes et les principales interactions pharmacologiques associées, 2004,  (ISBN 9782551225453)